# Obdobje vojskujočih se držav
Obdobje vojskujočih se držav (tradicionalno kitajsko  戰國時代, poenostavljeno kitajsko 战国时时, pinjin Zhànguó Shídài) je bilo obdobje v starodavni kitajski zgodovini, za katero so značilne vojne, pa tudi birokratske in vojaške reforme ter konsolidacija. Obdobje vojn je sledilo obdobju pomladi in jeseni in se končalo z osvajalnimi vojnami Čina, v katerih so bile k Činu priključene vse druge udeležene države. Leta 221 pr. n. št. je nastal prvi kitajski imperij pod vladajočo dinastijo Čin. 
Različni učenjaki začetek obdobja vojn datirajo različno, od leta 481 pr. n. št. do leta 403 pr. n. št. Najpogosteje se omenja leto 475 pr. n. št., ki ga je določil Sima Čjan. Obdobje vojskujočih se držav se prekriva z drugo polovico obdobja Vzhodnega Džova, čeprav je suveren, znan kot kralj Džova, vladal le kot figura. 
Ime obdobja izvira iz imena v Letopisih vojskujočih se držav (kitajsko Džan guo ce), zbranih v začetku vladavine dinastije Han. 

## Geografija
V politični geografiji obdobja vojn je dominiralo sedem vojskujočih se držav: 
- Čin na skrajnem zahodu s središčem v dolini reke Vej in Guandžongu. Geografski položaj jim je nudil zaščito pred drugimi državami, a je hkrati omejeval njihov začetni vpliv.
- Trije Džini v središču planote Šanši so bili nasledniki drčave Dži: 
  - Han na jugu v porečju Rumene reke je nadziral dostope v Džin.
  - Vej na sredini je obsegal približno ozemlje sedanje province Henan.
  - Džao najbolj severno je približno ustrezal južnemu delu sedanje province Hebei in severnemu delu province Šanši.
- Či je bil na vzhodu na polotoku Šandong.
- Ču na jugu je imel središče v dolinah reke Han in kasneje reke Jangce.
- Jan je bil na severovzhodu s središčem v sedanjem Pekingu. Kasneje se je širil proti severovzhodu in začel okupirati polotok Ljaodong.

Poleg teh sedmih velikih držav so v tem obdobju obstajale tudi manjše države, med njimi: 
- Kraljevo ozemlje kralja Džova blizu Luojija na ozemlju Hana ob Rumeni reki.
- Jue na jugovzhodni obali v bližini Šanghaja je bila zelo aktivna v poznem obdobju pomladi in jeseni, a jo je pozneje priključil Ču.
- Džongšan med državama Džao in Jan je leta 296 pr. n. št. priključil Džao.
- Zvezne države Sečuana: na skrajnem jugozahodu sta bili državi Ba na vzhodu in Šu na zahodu. Ta starodavna kraljestva je kasneje v obdobju vojn osvojil Čin.
- Druge manjše države: veliko majhnih držav, ki so bile sateliti večjih, so absorbirale večje države. Mnogo jih je bilo v osrednjih nižinah med tremi Džini na zahodu, Čijem na vzhodu ter Čujem na jugu. Med najpomembnejšimi so bile Song, Lu, Dženg, Vej, Teng, Jue in Dzov.

## Začetek
Začetek obdobja pomladi in jeseni je označil beg dvora Džova na vzhod leta 771 pr. n. št., začetka obdobja vojskujočih se držav pa ni označil noben posamezen dogodek. Politična situacija tistega obdobja je predstavljala vrhunec zgodovinskih trendov osvajanja in priključevanja, kar se je dogajalo tudi v obdobju pomladi in jeseni. Posledično je začetek obdobja vojn predmet polemik. Med predlagane začetke spadajo: 
- Leto 481 pr. n. št.: datum je predlagal Lu Dzučjan, znan tudi kot Li Bogong, zgodovinar iz obdobja Songa, ker so s tem letom končali Letopisi pomladi in jeseni.
- Leto 476–475 pr. n. št.: Sima Čjan, avtor Zapisov velikega zgodovinarja, je ta datum izbral za inavguracijsko leto kralja Juana iz Džova.
- Leto 453 pr. n. št.: tega leta so z delitvijo/uničenjem Džina, ključne države prejšnjega obdobja, nastale tri od sedmih vojskujočih se držav: Han, Džao in Vej.
- Leto 441 pr. n. št. je bilo inavguracijsko leta kraljev Džova, ki so se začeli s kraljem Ajem.
- Leto 403 pr. n. št.: tega leta je dvor Džova uradno priznal države Han, Džao in Vej. Sima Guang, avtor Dzidži tongdžjana, objavljenega leta 1084, zagovarja ta datum kot simbol razpadle avtoritete dinastije Džov.

## Zgodovina

### Ozadje in začetek
Moč dinastije Vzhodni Džov je začel okoli 5. stoletja pr. n. št. padati. Dinastija se je morala zanašati na vojske svojih zavezniških državah in ne na svojo. Več kot 100 manjših držav je bilo vključenih v sedem večjih držav: Ču, Han, Čin, Vej, Jan, Či in Džao. Zavezništva med državami so se spreminjala, ker so vsi vladarji želeli biti neodvisni. Proces je v obdobju od leta 535 pr. n. št. do 286 pr. n. št. povzročil množico vojn. Država zmagovalka je dobila oblast in nadzor nad celo Kitajsko.
Sistem fevdalnih držav, ki ga je ustvarila dinastija Zahodni Džov, je po letu 771 pr. n. št. doživel ogromne spremembe z begom dvora dinastije Džov v sedanji Luojang in zmanjšanjem njegovega pomena in moči. V obdobju pomladi in jeseni je nekaj držav pridobilo moč na račun številnih drugih, pri čemer slednje niso bile več zmožne biti odvisne od centralne oblasti. V obdobju vojskujočih se držav so številni vladarji zahtevali nebeški mandat, da bi upravičili svoje osvajanje drugih držav in razširili svoj vpliv.
Boj za hegemonijo je sčasoma ustvaril državni sistem, v katerem je prevladovalo več velikih držav, kot so bile Džin, Ču, Čin, Jan in Či, medtem ko so bile manjše države osrednjega nižavja običajno njihovi sateliti in davkoplačevalci. Obstajale so tudi druge večje države, kot sta bili Vu in Jue na jugovzhodu. Zadnja desetletja obdobja pomladi in jeseni je zaznamovala povečana stabilnost kot posledica mirovnih pogajanj med Džinom in Čujem, ki sta vzpostavila vsak svojo vplivno sfero. To stanje se je končalo z razdelitvijo Džina med hiše Han, Džao in Vej, s čimer se je število velikih vojskujočih se držav povečalo s pet na sedem. 

#### Delitev Džina (453-403 pr. n. št.
Vladarji Džina so od sredine 6. stoletja pr. n. št. vztrajno izgubljali politično moč v korist svojih nominalno podrejenih plemičev in vojaških poveljnikov. Dogajanje je bilo posledica tradicionalne politike Džina, ki je prepovedovala podeljevanje fevdov članom vladarske hiše. Prepoved je drugim klanom omogočilo pridobitev tako fevdov kot vojaške moči. Po nekaj desetletjih notranjih bojev se je oblast zbrala v štirih velikih družinah: Han, Džao, Vej in Dži. 
V bitki pri Džinjangu so zavezniki Han, Džao in Vej leta 453 pr. n. št uničili družino Dži in si razdelili njihovo ozemlje. S tem so postali de facto vladarji večine ozemlja Džina, čeprav je bilo to stanje uradno priznano šele pol stoletja pozneje. Delitev Džina je ustvarila politični vakuum, ki je v prvih 50 letih omogočil širitev Čuja in Jueja proti severu ter Čija proti jugu. Čin je povečal svoj nadzor nad lokalnimi plemeni in se začel širiti jugozahodno od Sečuana.

### Zgodnje vojskujoče se države

#### Priznanje treh Džinov (403-364 pr. n. št.)
Leta 403 pr. n. št. je dvor Džova na čelu s kraljem Veilejem uradno priznal Džao, Vej in Han kot svoje neposredne vazale in jih s tem povzdignil v rang drugih vojskujočih se držav. 
Od leta 405 do 383 pr. n. št. so bili trije Džini združeni pod vodstvom Veja in se širili v vse smeri. Najpomembnejša osebnost je bil markiz Ven iz Veja (445–396 pr. n. št.), ki je leta 408–406 pr. n. št. je osvojil državo Džongšan na severovzhodu in ozemlje do reke Luo na zahodu. 
Naraščajoča moč Veja je povzročila, da se je Džao umaknil iz zavezništva. Leta 383 pr. n. št. je svojo prestolnico preselil v Handan in napadel majhno državo Vej. Vej se je obrnil na kraljestvo Vej, ki je z zahoda napadel Džao. Slednji je na pomoč poklical Ču, ki je klic na pomoč izkoristil za pretvezo za prodor na sever. To je omogočilo Džau, da zasede del Veja. Ti konflikti so zaznamovali konec moči združenega Džina in začetek obdobja menjavanja zavezništev in vojn na več frontah. 
Leta 376 pr. n. št. so države Han, Vej in Džao odstavile vojvodo Džinga iz Džina in med seboj razdelile zadnje preostalo ozemlje Džina, kar je pomenilo njegov dokončni konec. 
Leta 370 pr. n. št. je markiz Vu iz Veja umrl, ne da bi imenoval naslednika, kar je vodilo v vojno za nasledstvo. Po treh letih državljanske vojne sta Džao s severa in Han z juga napadla Vej. Na pragu njegove osvojitve sta se voditelja Džaa in Hana spopadla zaradi nesoglasja, kaj storiti z Vejem, in obe vojski sta se nenadoma umaknili. Posledično se je kralj Hui iz Veja, takrat še markiz, lahko povzpel na prestol Veja. 
Do konca tega obdobja se je Džao razširil od planote Šanši čez ravnino do meja Čija, Vej pa na vzhod do Čija, Luja in Songa. Na jugu je šibkejša država Han obdržala del doline Rumene reke in območje severno od Luojanga, imenovano Šangdang.

#### Oživitev Čija pod Tjani (370-340 pr. n. št.)
Vojvoda Kang iz Čija je leta 379 pr. n. št. umrl brez naslednika iz družine Džjang, ki je Čiju vladala od ustanovitve države. Prestol je namesto na Džjange prešel na bodočega kralja Veija iz zelo vplivne hiše Tjan.
Novi vladar se je lotil vračanja izgubljenih ozemelj. Začel je uspešno kampanjo proti Džau in Veju in ozemlje Čija ponovno razširil do Velikega zidu. Sima Čjan piše, da so bile druge države tako osuple, da si več kot dvajset let nihče ni upal napasti Čija. Izkazana vojaška moč je imela pomirjujoč učinek tudi na Čijevo lastno prebivalstvo, ki je med Veijevo vladavino doživljalo dolgoleten mir.
Či je bil do konca Veijeve vladavine najmočnejša država. On sam se je razglasil za kralja in vzpostavil neodvisnost od dinastije Džov. 

#### Vojne Veja
Kralj Hui iz Veja (vladal 370–319 pr. n. št.) se je lotil obnove države. V letih 362–359 pr. n. št. je zamenjal ozemlja s Hanom in Džaojem, da bi meje treh držav postale bolj racionalne. 
Leta 364 pr. n. št. ga je v bitki pri Šimenu premagal Či. Rešil ga je šele poseg Džaoja. Leta 362 pr. n. št. je Čin ponovno zmagal in leta 361 pr. n. št. je bila prestolnica Veja premaknjena na vzhod, da bi bila izven dosega Čina. 
Leta 354 pr. n. št. je kralj Hui iz Veja začel obsežen napad na Džao. Do leta 353 pr. n. št. je Džao močno izgubljal in doživel obleganje prestolnice Handan. Posredovala je država Či. Njen slavni strateg Sun Bin, pra-pra-pravnuk Sun Tzuja, avtorja Umetnosti vojne, je predlagal napad na prestolnico Veja, medtem ko je Vejeva vojska oblegala Džao. Strategija je bila uspešna. Vojska Veja se je naglo premaknila proti jugu, da bi zaščitila svojo prestolnico, in bila na poti domov v bitki pri Guilingu odločilno poražena. 
Doma je bil kralj Hui pokrovitelj filozofije in umetnosti in na svojem dvoru gostil konfucijanskega filozofa Mencija (Meng Dzi). Njuni pogovori tvorijo prvi dve poglavji knjige z naslovom Meng Dzi.

### Vojvode postanejo kralji

#### Či in Vej postaneta kraljestvi (344 pr. n. št.)
Naziv kralj (王, vang) so imeli samo vladarji dinastije Džov, medtem ko so vladarji večine drugih držav imeli naziv vojvoda (公, gong) ali markiz (侯, hov). Velika izjema je bil Ču, katerega vladarje so imenovali kralji, odkar je začel ta naslov okoli leta 703 pr. n. št. uporabljati kralj Vu. 
Leta 344 pr. n. št. sta se vladarja Čija in Veja vzajemno priznala za kralja, s čimer sta dejansko razglasila svojo neodvisnost od dvora Džova. To je pomenilo veliko prelomnico: v nasprotju z vladarji v obdobju pomladi in jeseni se nova generacija vladarjev, ki se je povzpela na prestole v obdobju vojskujočih se držav, ni niti pretvarjala, da so vazali dinastije Džov, temveč se je razglasila za popolnoma neodvisne.

#### Šang Jang reformira Čin (356-338 pr. n. št.)
V zgodnjem obdobju vojskujočih se držav se je Čin na splošno izogibal konfliktom z drugimi državami. To se je spremenilo med vladavino vojvode Šjaa, ko je premier Šang Jang med letoma 356 in 338 pr. n. št. izvedel centralizirane in avtoritarne reforme v skladu s svojo legalistično filozofijo. 
Šang je uvedel zemljiške reforme, privatiziral zemljo, nagrajeval kmete, ki so presegli kvote pridelka, zasužnjil kmete, ki niso izpolnili kvot, in z zasužnjenimi podložniki nagrajeval tiste, ki so izvrševali vladno politiko. Ker je bilo v Činu premalo delovne sile v primerjavi z drugimi državami, je Šang kot nadomestilo za kmete, rekrutirane v vojsko, spodbujal aktivno priseljevanje kmetov iz drugih držav. Priseljevanje je hkrati slabilo Činove tekmece. 
Šang je sprejel zakone, ki so državljane silili v poroko v mladosti, in sprejel davčne zakone, ki so spodbujali imeti več otrok. Uzakonil je pravilnike o osvoboditvi zapornikov, ki so delali na pretvarjanju puščav v kmetijska zemljišča. Odpravil je prvorojenstvo in uvedel dvojni davek za gospodinjstva, ki so imela več kot enega sina, da bi razbil velike klane v manjše družine. Šang je tudi preselil prestolnico, da bi zmanjšal vpliv plemičev na državno upravo. 
Vzpon Čina je priznal kraljevi dvor in kralj je leta 343 pr. n. št. vojvodi Šjau podelil naslov grofa (伯, bó). Naslov mu je podelil na konferenci, ki so se je udeležili fevdalci.
Po reformah je Čin postal veliko bolj agresiven. Leta 340 je zasedel del ozemlja Veja, potem ko ga je premagal Či. Leta 316 je Čin osvojil Šu in Ba v Sečuanu na jugozahodu. Razvoj je trajal dolgo, vendar je Čin v tem času močno povečal bogastvo in moč. 

#### Čin porazi Vej (341-340 pr. n. št.)
Leta 341 pr. n. št. je Vej napadel Han. Či je čakal, da je bil Han skoraj poražen, in nato posredoval. Generali iz bitke pri Guilingu so se ponovno udarili. Generala Sun Bin in Tjan Dži sta napadla generala Pang Džuana in ga odločilno premagal v bitki pri Malingu. Po bitki so se vse tri države naslednice Džina pojavile pred kraljem Šuanom iz Čija in mu obljubile zvestobo.
Naslednje leto je Čin napadel oslabljeni Vej in ga uničujoče porazil. Vej je v zameno za premirje Činu odstopil velik del svojega ozemlja. Po porazu Veja sta Či in Čin postala prevladujoči državi na Kitajskem. 
Vej se je začel zanašati na Čijevo zaščito. Kralj Hui iz Veja se je dvakrat srečal s kraljem Šuanom iz Čija. Po Huijevi smrti je tudi njegov naslednik kralj Šiang vzpostavil dobre odnose s svojim kolegom iz Čija in vladarja sta si obljubila, da bosta drugega priznala za kralja.

#### Ču osvoji Jue (334 pr. n. št.)
Na začetku obdobja vojskujočih se držav je bil Ču ena od najmočnejših držav na Kitajskem. Država se je dvignila na novo raven moči okoli leta 389 pr. n. št., ko je kralj Dao iz Čuja (楚悼王) imenoval slavnega reformatorja Vu Čija za svojega kanclerja. 
Ču je dosegel vrhunec leta 334 pr. n. št., ko je osvojil Jue na obali Rumenega morja. Niz dogodkov, ki so privedli do tega, se je začel, ko se je Jue pripravljal na napad na Či. Kralj Čija je preko svojega odposlanca kralja Jueja prepričal, naj namesto njega napade Ču. Napad na Ču se je končal s protinapadom in nadaljeval z osvojitvijo Jueja. 

#### Čin, Han in Jan postanejo kraljestva (325-323 pr. n. št.)
Kralj Šian iz Džova je poskušal uporabiti tisto malo kraljeve pravice, ki mu je ostala, tako da je imenoval vojvode Šjana (384–362 pr. n. št.), Šjaa (361–338 pr. n. št.) in Huija  (338–311 pr. n. št.) iz Čina za hegemone, kar je teoretično pomenilo, da je Čin postal glavni zaveznik dvora.
Leta 325 pr. n. št. je samozavest vojvode Huija tako zrasla, da se je razglasil za kralja Čina. Privzel je enak naslov kot ga je imel kralj Džova in s tem dejansko razglasil neodvisnost od dinastije Džov. Kralja Huija iz Čina je vodil njegov premier Džang Ji, vidni predstavnik šole diplomacije.
Leta 323 pr. n. št. sta mu sledila kralj Šuanhui iz Hana in kralj Ji iz Jana ter kralj Cuo iz manjše države Džongšan. Leta 318 pr. n. št. se je za kralja razglasil celo vladar razmeroma majhne države Song. Kraljem se je pridružil kralj Vuling iz Džaa, vendar je po porazu s Činom leta 318 pr. n. št. svojo odločitev preklical.

#### Delitev Džova (314 pr. n. št.)
Kralj Kao iz Džova je svojega mlajšega brata imenoval za vojvodo Huana iz Henana. Tri generacije kasneje se je ta kadetska veja kraljeve hiše začela imenovati "vojvode Vzhodnega Džova".
Po vzponu kralja Nana leta 314 pr. n. št. je Vzhodni Džov postal neodvisna država. Kralj se je preselil v pokrajino, ki je kasneje postala znana kot Zahodni Džov.

### Horizontalna in vertikalna zavezništva (334-249 pr. n. št.)
Proti koncu obdobja vojskujočih se držav je država Čin postala nesorazmerno močna v primerjavi z drugimi šestimi državami. Posledično so politike teh držav usmerile predvsem k soočanju z grožnjo Čina. Obramba pred Činom je slonela na dveh nasprotujočih si šolah mišljenja. Prva šola, imenovana hezong (合縱), je zagovarjala  'vertikalno' zavezništvo ali zavezništvo v smeri sever-jug. Druga, ki se je imenovala lianheng (連橫), je zagovarjala 'horizontalno' zavezništvo ali zavezništvo v smeri vzhod-zahod. V slednjem naj bi se država povezala s Činom in sodelovala pri njegovem vzponu. 
Zaveznice v smeri sever-jug so imele nekaj začetnih uspehov, potem pa so medsebojna sumničenja med zavezniškimi državami povzročila razpad zavezništev. Čin je večkrat izkoristil strategijo horizontalnega zavezništva, da bi porazil države eno za drugo. V tem obdobju je po državah potovalo veliko filozofov in taktikov, ki so vladarjem priporočali, kako naj vdejanijo svoje zamisli. Ti "lobisti", kot sta bila Su Čin, ki je zagovarjal vertikalna zavezništva, in Džang Ji, ki je zagovarjal horizontalna zavezništva, so sloveli po svoji taktnosti in intelektu in so bili kot celota znani kot šola diplomacije. Ime "šola diplomacije" 縱橫家 pomeni dobesedno "šola vertikalnega in horizontalnega povezovanja".

#### Su Čin in prvo vertikalno zavezništvo (334-300 pr. n. št.)
Od leta 334 pr. n. št. je diplomat Su Čin več let obiskoval dvore Jana, Džava, Hana, Veja, Čija in Čuja ter jih prepričeval, naj oblikujejo enotno fronto proti Činu. Leta 318 pr. n. št. so vse države razen Čija skupaj napadle Čin in bile poražene.
Kralj Hui iz Čina je leta 311 pr. n. št. umrl. Leto pozneje je umrl tudi premier Džang Ji. Novi monarh, kralj Vu, je vladal le štiri leta in umrl brez zakonitih dedičev. Leta 307 pr. n. št. je sledilo nekaj pretresov, preden je bil za kralja imenovan Vujev mlajši polbrat, sin očetove priležnice, kar je bilo v popolnem nasprotju s tradicijo. Vladal je 53 let. 
Po neuspehu prvega vertikalnega zavezništva je Su Čin sčasoma prišel živet v Či, kjer je užival naklonjenost kralja Šuana, kar je vzbujalo zavist ministrov. V atentatu leta 300 pr. n. št. je bil Su Čin smrtno ranjen, vendar ne mrtev. Ker je začutil bližajočo se smrt, je novo okronanemu kralju Minu svetoval, naj ga javno usmrti, da bi odkril atentatorje. Kralj Min je ugodil Sujevi prošnji. Z njegovo smrtjo se je končala prva generacija mislecev vertikalnega zavezništva.

#### Prvo horizontalno zavezništvo (300-287 pr. n. št.)
Na kralja Mina iz Čija je močno vplival lord Mengčang, vnuk nekdanjega kralja Veja. Mengčang je sklenil zavezništvo z zahodnima državama Vej in Han. Na skrajnem zahodu je Čin, oslabljen zaradi boja za nasledstvo, leta 307 popustil novi koaliciji in za glavnega ministra imenoval Mengčanga. Zavezništvo med Činom in Čijem je bilo zapečateno s poroko princese Čina s kraljem Minom. To "horizontalno" ali vzhodno-zahodno zavezništvo bi lahko zagotovilo mir, vendar je izključevalo državo Džao. 
Okrog leta 299 pr. n. št. je vladar Džaa postal zadnji vladar od sedmih velikih držav, ki se je razglasil za "kralja". 
Leta 298 pr. n. št. je Džao ponudil Činu zavezništvo in lord Mengčang je bil izgnan iz Čina. Preostali trije zavezniki, Či, Vej in Han, so napadli Čin in odpluli po Rumeni reki do prelaza Hangu. Po treh letih bojev so zavzeli prelaz in prisilili Čin, da Hanu in Veju vrne zasedena ozemlje. Med pet letno administracijo lorda Mengčanga je bil Či glavna sila na Kitajskem. 
Leta 294 pr. n. št. je bil Lord Mengčang vpleten v državni udar in nato pobegnil v Vej. Njegov sistem zavezništva je propadel. Či in Čin sta sklenila premirje in sledila vsak svojim interesom. Či se je razširil proti jugu proti državi Song, medtem ko se je general Čin Bai Či obrnil proti vzhodu proti zaveznikoma Hanu in Veju in dosegel zmago v bitki pri Jinčeju. 
Leta 288 pr. n. št. sta kralj Džao iz Čina in kralj Min iz Čija privzela naslov di (帝, cesar) zahoda oziroma vzhoda. Prisegla sta si zvestobo in začeli načrtovati napad na Džao. 

#### Su Daj in drugo vertikalno zavezništvo
Leta 287 pr. n. št. je strateg Su Daj, mlajši brat Su Čina in verjetno agent Jana, prepričal kralja Mina, da bo vojna Džaa koristila samo Činu. Kralj Min se je z njim strinjal in sklenil 'vertikalno' zavezništvo z drugimi državami proti Činu. Čin je opustil predrzni vladarski naziv di in Veju in Džau vrnil njuna ozemlja. Leta 286 je Či priključil državo Song. 

#### Drugo horizontalno zavezništvo in padec Čija
Leta 285 pr. n. št. je uspeh Čija prestrašil sosednje države. Pod vodstvom lorda Mengčanga, ki je bil v izgnanstvu v Veju, so sklenili zavezništvo Čin, Džao, Vej in Jan. Jan je bil običajno razmeroma šibek zaveznik in Či se ga ni posebno bal, zato je bil njegov napad pod vodstvom generala Jue Jija uničujoče presenečenje. Istočasno so drugi zavezniki napadli Či z zahoda. Vojska Čija je bila uničena, njegovo ozemlje po zmanjšano na mesti Džu in Džimo. Kralja Mina so kasneje ujeli in usmrtili njegovi lastni privrženci. 
Kralja Mina je leta 283 pr. n. št. nasledil kralj Šjang. Njegovemu generalu Tjan Danu je sčasoma uspelo povrniti velik del ozemlja Čija, vendar država ni nikoli več pridobila vpliva, ki ga je imela pod kraljem Minom. 

#### Širitev Čina in Džaa
Leta 278 pr. n. št. je general Baj Či iz Čina z novega Činovega ozemlja v Sečuanu napadel zahodni Ču. Zasedel je prestolnico Jing in vse zahodno ozemlje Čuja ob reki Han. Čuju je ostalo samo ozemlje na vzhodu. 
Po porazu Čuja leta 278 pr. n. št. sta ostali samo dve veliki sili: Čin na zahodu in Džao na severu. Za diplomatske manevre je bilo malo prostora in zadeve so odločale vojne. Džao je močno okrepil kralj Vuling (vladal (325 –299 pr. n. št.). Leta 307 je povečal svojo konjenico po zgledu na severne nomade in leta 306  pr. n. št. zavzel veliko ozemlje na severni planoti Šanši. Leta 305 pr. n. št. je premagal severovzhodno mejno državo Džongšan in leta 304 pr. n. št. prodrl daleč proti severu in zahodu in zasedel del porečja Rumene reke severno od Ordoškega okljuka. Kralj Hujven iz Džaa (vladal 298–266 pr. n. št.) je zbral sposobne svetovalce in generale in razširil svoje kraljestvo na račun oslabljenih Čija in Veja. Leta 296 pr. n. št. je njegov general Ljan Po premagal dve vojski Čina. 
Leta 269 pr. n. št. je Fan Sui postal glavni svetovalec Čina. Zagovarjal je avtoritarne reforme, širitev ozemlja in zavezništva z oddaljenimi državami za napad na bližnje države (triindvajseta od šestintridesetih strategij). Njegova maksima "napad ni samo ozemlje, ampak tudi ljudje", je pomenila politiko množičnih pokolov, ki so postajali vse pogostejši. 

#### Vojne med Činom in Džaom (282-257 pr. n. št.)
Leta 265 je kralj Čina Džaošjang naredil prvo potezo z napadom na šibko državo Han, ki je držala prehod Rumene reke v kraljestvo Čin. Nato je poskušal zasesti Šandang, eksklavo kraljestva Han. Kralj Hana se je strinjal s predajo Šangdanga, vendar je lokalni guverner to zavrnil in za pomoč zaprosil Šjaočenga, kralja Džaa. Šjaočeng je na bojišče poslal generala Ljan Poja, Čin pa generala Vang Heja. Lian Po ni tvegal odločilne bitke z vojsko Čina in ostal v svoji trdnjavi. Sledilo je tri leta dolgo obdobje brez dokončnega izida. Kralj Džaa je ne dovolj agresivnega Ljan Poja zamenjal z generalom Džan Kuojem, kralj Čina na skrivaj svojega generala z razvpitim in nasilnim Baj Čijem. Ko je Džao Kuo zapustil svoje utrdbe, je Baj Či obkolil njegovo vojsko. Po 45 dneh se je sestradana obkoljena vojska vdala. Bao Či naj bi naj bi ukazal ubiti vse ujetnike. Džao naj bi izgubil 400.000 mož. 
Čin je bil preveč izčrpan, da bi nadgradil svojo zmago. Kasneje je poslal svojo vojsko oblegat prestolnico Džaa, vendar je bila njegova vojska napadena iz zaledja in uničena. Kraljestvo Džao je preživelo, vendar po njegovem porazu ni bilo več nobene države, ki bi se lahko uprla Činu. Druge države bi lahko preživele, če bi ostale enotne proti Činu, vendar niso bile. 
Leta 257 pr. n. št. vojski Čina ni uspelo osvojiti obleganega Handana. V bitki v bližini mesta jo je porazila združena vojska Džaa, Veja in Čuja. 

#### Konec dinastije Džov (256-249 pr. n. št.)
Sile kralja Džaa iz Čina so premagale kralja Nana iz Džova in leta 256 pr. n. št. osvojile Zahodni Džov. Od njega so zahtevale izročitev Devetih trinožnih kotlov, s čimer je kralj Džao simbolično postal Nebeški sin. 
Izjemno dolga vladavina kralja Džaa se je končala leta 251 pr. n. št. Njegov sin in naslednik kralj Šjaoven je bil ob prevzemu oblasti že star mož in je le tri dni po kronanju umrl. Nasledil ga je sin Džuangšjang. Novi kralj Čina je nadaljeval z osvajanjem Vzhodnega Džova. Sedem let po padcu Zahodnega Džova se je 800 let trajajoča vladavina dinastije Džov končala. Vladavina te dinastije se šteje za najdaljšo v kitajski zgodovini.
Sima Čjan je dvoumen v svojem mnenju o končni usodi kraljestva Vhodni Džov. 4. poglavje Letopisov Džova konča s stavkom  "tako so se žrtvovanja Džova končala", v naslednjem 5. poglavju (Letopisi Čina) pa je zapis, da "Čin ni prepovedal njihovih žrtvovanj; gospodarju Džova je bilo dodeljena zaplata zemlje v Jangrenu, kjer bi lahko nadaljeval z žrtvovanji svojim k prednikom".

### Čin združi Kitajsko (247-221 pr. n. št.)
Kralj Džvangšjang iz Čina je vladal le tri leta. Nasledil ga je njegov sin Dženg, ki je bil za razliko od obeh prejšnjih kraljev ob kronanju star le 13 let. Kot je odrasel se je izkazal za briljantnega poveljnika, ki je v samo devetih let združil Kitajsko.

#### Osvojitev Hana
Leta 230 pr. n. št. je Čin osvojil Han, ki je mejil na veliko močnejši Čin in bil najšibkejša država od sedmih vojskujočih se držav. V prejšnjih letih obdobja vojskujočih se držav je trpel zaradi nenehnih napadov Čina. To se je nadaljevalo, dokler ni kralj Čina Ši Huang poslal generala Vang Džjana, da napade Džao. Kralj An iz Hana, prestrašen ob misli, da bo Han naslednja tarča Čina, je preko diplomatov nemudoma brez boja predal Činu svoje kraljestvo in s tem rešil svoje ljudstvo pred strašnimi možnimi posledicami neuspešnega odpora. 

#### Osvojitev Veja
Leta 225 pr. n. št. je Čin osvojil Vej. Vojska Čina je izvedla neposreden napad na Vej, oblegala njegovo prestolnico Daliang in nato kmalu ugotovila, da je mestno obzidje za neposreden napad pretrd oreh. Vojska je v mesto preusmerila lokalno reko, pritok Rumene reke, in poplavila Daliang, kar je povzročilo veliko opustošenje. Kralj Veja Jia je mesto predal napadalcem, da bi se izognil nadaljnjemu prelivanju krvi svojega ljudstva. 

#### Osvojitev Čuja
Leta 223 pr. n. št. je Čin osvojil Ču. Prva invazija na Ču je bila popolna katastrofa, ko je 200.000 vojakov Čina pod poveljstvom generala Li Šina na neznanem kraju v Huaijangu premagalo 500.000 vojakov Čuja. Poveljnik Čuja Šjang Jan je nasprotniku najprej omogočil nekaj manjših zmag, potem pa v protinapadu uničil dva tabora sovražnikove vojske. 
Naslednje leto je bil za poveljnika vojske 600.000 mož, ki naj bi napadla Ču, imenovan Vang Džijan. Vojska Čuja se je po lanski zmagi pripravila na nov napad, Vang Džjan pa je medtem uril svojo vojsko za bojevanje na ozemlju Čuja. Po enem letu čakanja se je Ču odločil razpustiti vojsko. Vang Džijan je nato napadel in uničil preostalo vojsko Čuja. Po uničenju prestolnice Šovčun in smrti zadnjega voditelja, lorda Čangpinga, je Čin osvojil še zadnje dele Čina. Ocenjuje se, da sta na svojem vrhuncu vojski Čuja in Čina šteli do milijon mož.

#### Osvojitev Džaoja in Jana
Leta 222 pr. n. št. je Čin osvojil Džao in Jan. Po osvojitvi Džaoja je vojska Čina usmerila pozornost proti Janu. Prestolonaslednik Dan iz Jana se je zavedal nevarnosti in resnosti situacije in v Čin poslal Džing Keja, da ubije kralja Dženga. Neuspešen poskus atentata je stanje še poslabšal. Kralj Dženg je še povečal število vojakov za osvojitev Jana. 

#### Osvojitev Čija
Leta 221 pr. n. št. je Čin osvojil Či, zadnjo nepremagano vojskujočo se državo. Či v prejšnjih vojnah ni niti sodeloval niti pomagal državam, ki jih je osvajal Čin. Či je spoznal, da se Činu ne bo mogel upirati, in mirno predal svoja mesta, s čimer je bilo združevanje Kitajske zaključeno. Zadnji kralj Čija je preživel svoje dni v izgnanstvu v Gongu in po smrti ni dobil posmrtnega imena, zato je bil zanamcem znan pod osebnim imenom Džjan. 
Kralj Čina Jing Dženg se je po združitvi Kitajske razglasil za čin ši huangsija – prvega suverenega cesarja Čina.
V cesarstvu Čin je zveza držav temeljila izključno na vojaški moči. Fevdalna posest je bila ukinjena, plemiške družine pa so morale živeti v glavnem mestu Šjanjang, da bi bile pod nadzorom. Za premike in oskrbo vojske so se uporabljale državne ceste in več vodnih poti. Kmetje so dobili širše pravice, čeprav so bili obdavčeni, kar je državi prinašalo velike prihodke.

## Vojske vojskujočih se držav

### Naraščanje obsega vojskovanja
Bojni voz je ostal glavni dejavnik kitajskega vojskovanja še dolgo potem, ko se je na Bližnjem vzhodu prenehal uporabljati. Kmalu po začetku obdobja vojskujočih se držav je prišlo do premika od bojnih voz proti množični pehoti, kar je bilo verjetno povezano z izumom samostrela. Premik je imel dva glavna učinka. Oslabil je vpliv plemstva iz vladarjevega spremstva in okrepil pomen kmetov kot vojakov v vladarjevi pehoti. Sprememba je povzročila tudi prehod iz aristokratske v birokratsko vlado in veliko povečanje obsega vojskovanja. Ko je dinastija Džov strmoglavila Šang, se je v bitki pri Mujeju bojevalo 45.000 vojakov in 300 bojnih voz. 
Za obdobje vojskujočih se držav so navedene naslednje vojaške moči udeleženih držav:
- Čin
 1.000.000 pešakov, 1.000 bojnih voz, 10.000 konjenikov
- Ču
 enaka števila
- Vej 
 200.000–360.000 pešakov, 200.000 kopjanikov, 100.000 služabnikov, 600 bojnih voz, 5.000 konjenikov
- Han 
 skupno 300.000 vojakov
- Či 
 več sto tisoč

Za glavne bitke so navedene naslednje številke:
- bitka pri Malingu 
 100.000 ubitih
- bitka pri Jičueju 
 240.000 ubitih
- general Bai Či naj bi bil v svoji karieri odgovoren za 890.000 ubitih nasprotnikov

Številni zgodovinarji menijo, da so številke pretirane, ker so veliko večje od tistih iz podobnih družb. Pretiravanje ima dva mogoča vzroka: vojaki so bili plačani po številu ubitih sovražnikov, dinastija Han pa je imela interes pretiravati o krvavi dobi pred združitvijo Kitajske. Ne glede na pretiravanje je očitno, da je vojskovanje v tem obdobju postalo pretirano krvavo. Prelivanje krvi in beda v obdobju vojskujočih se držav v veliki meri pojasnjuje naklonjenost Kitajcev po združitvi v eno državo.

### Razvoj vojskovanja
V obdobju vojskujočih se držav se je vojskovanje v primerjavi z obdobjem pomladi in jeseni zelo spremenilo. Večina vojsk je začela v bitkah uporabljati pehoto in konjenico, uporaba bojnih voz pa je začela upadati. Uporaba množične pehote je naredila vojskovanje bolj krvavo in zmanjšala pomen aristokracije, zaradi česar so kralji postali bolj despotski. Od tega obdobja naprej so plemiči postajali vse bolj razred pismenih in vse manj razred bojevnikov. 
Več držav je organiziralo ogromno vojsko pešakov, konjenice in bojnih voz. Za oskrbo, urjenje in poveljevanje tako velikim silam so bili potrebni zapleteni logistični sistemi, ki so jih vzdrževale učinkovite vladne birokracije. Vojske so štele od nekaj deset tisoč do nekaj sto tisoč mož. Železno orožje se je vse bolj širilo in nadomeščalo bronasto. Večina oklepov in orožja v tem obdobju obdobja je že bila izdelana iz železa. 
Prva uradna domorodna kitajska konjeniška enota je bila ustanovljena leta 307 pr. n. št. med vojaškimi reformami kralja Vulinga iz Džaoja, ki je zagovarjal nomadsko opravo in konjeniško lokostrelstvo. Bojni voz je kljub taktični premoči konjenice še vedno ohranil svoj prestiž in pomen. 
Samostrel je bil iz več razlogov prednostno orožje dolgega dosega. Bil je enostaven in primeren za množično izdelavo, kar je veljalo tudi za urjenje njegovih uporabnikov. Samostrel je zaradi teh lastnosti postal močno in množično orožje. 
Pehota je uporabljala različna orožja. Najbolj priljubljena je bila sulica z vzdolžnim bodalom in prečno sekiro. Sulice so bile dolge od tri do šest metrov in priljubljene zlasti v Činu, kjer so izdelovali šest metrov dolgo orožje podobno helebardi. 

### Vojaška miselnost
Obdobje vojskujočih se držav je bilo odlično za razvoj vojaških strategij. Od sedmih klasičnih vojaških del so bila v tem obdobju napisana štiri dela:  
- Umetnost vojne, ki se pripisuje Sun Cuju, je bila zelo vplivna študija o strategiji in taktiki.[15]
- Vudzi se pripisuje Vu Čiju, državniku in vojaškemu poveljniku, ki je služil v Veju in nato v Čuju.
- Vej Ljaodzi je delo neznanega avtorja.
- Simajeve metode ali Maršalova umetnost vojne se pripisuje Sima Rangdžuju, poveljniku v državi Či.

## Kultura in družba
Obdobje vojskujočih se držav ni bilo samo obdobje vojn, ampak tudi obdobje birokratskih in vojaških reform ter konsolidacije. Velike države z velikimi ozemlji so hitro skušale utrditi svojo oblast, kar je vodilo v dokončno erozijo ugleda dinastije Džov. Vladarji vseh večjih držav so opustili svoje nekdanje fevdalne naslove in zahtevali naslov 王 - kralj in izenačenje svojega položaja s položajem kralja Džova. Izjema je bila država Ču, ki je zahtevala kraljevi naziv že veliko prej. 
Stalni konflikti in potreba po inovativnih družbenih in političnih modelih so pripeljali do razvoja številnih filozofskih doktrin, pozneje znanih kot sto šol mišljenja. Najpomembnejše miselne šole so bile mohizem, ki ga je razlagal Modzi, konfucijanstvo, ki sta ga zastopala Mencij in Šun Kuang, legalizem, ki so ga zastopali Šang Jang, Šen Buhaj, Šen Dao in Han Fej, in taoizem, ki sta ga zastopala Džuang Džov in Laodzi. 
Številne rivalske države so skušale pokazati svojo moč ne le z vojsko, ampak tudi s svojimi dvori in državno filozofijo. Različni vladarji so sprejeli različne filozofije, usmerjene v lastno korist ali v korist svojega kraljestva. 
Mencij je poskušal uvesti konfucijanstvo kot državno filozofijo in menil, da bi država z vladanjem moralnih načel, kot sta dobrohotnost in pravičnost, pridobila podporo svojega ljudstva in sosednjih držav, kar bi v celoti odpravilo potrebo po vojni. Mencij je poskušal v to prepričati kralja Huija iz Lianga, vendar mu to ni uspelo, saj kralj v obdobju vojn v tem ni videl nobenih prednosti.
Mohizem, ki ga je razvil Modzi (468–376 pr. n. št.), je zagotovil enotno moralno in politično filozofijo, ki temelji na nepristranskosti in dobrohotnosti. Mohisti so verjeli, da se ljudje spreminjajo glede na okolico. Enako je veljalo za vladarje, zato bi morali biti previdni pred tujimi vplivi. Mozi je bil zelo proti vojskovanju, čeprav je bil v obrambi odličen taktik. Branil je majhno državo Song pred številnimi napadi države Ču.
Taoizem je zagovarjal Laodzi in verjel, da je človeška narava dobra in lahko doseže popolnost z vrnitvijo v prvotno stanje. Verjel je, da so ljudje tako kot otroci preprosti in nedolžni, vendar so z razvojem civilizacij izgubili svojo nedolžnost in jo nadomestil z goljufijo in pohlepom. V nasprotju z drugimi šolami taoizem ni želel pridobiti vpliva v državni upravi. Laodzi je celo zavrnil ponudbo, da bi postal minister države Ču.
Legalizem, ki ga je ustvaril Šang Jang leta 338 pr. n. št., je zavračal vse pojme o veri in praksah ter verjel, da mora narodu vladati strog zakon. Uvedel bi stroge kazni in celo odgovornost družine za dejanja njenih družinskih članov. Predlagal je radikalne reforme, ki bi vzpostavile družbo na trdnih temeljih. Kmete naj bi spodbujale, naj se ukvarjajo zgolj s kmetijstvom, in nagrajevale posameznike za vojaške dosežke. Zakoni bi veljali za vse družbene razrede brez izjeme, tudi za kralja. Njegovo filozofijo je privzela in prilagodila država Čin in ustvarila dobro organizirano centralizirano državo z birokracijo, izbrano na podlagi zaslug. To obdobje je najbolj znano po vzpostavitvi kompleksne birokracije in centraliziranih vlad ter po jasno vzpostavljenem pravnem sistemu. Razvoj politične in vojaške organizacije je bil temelj moči države Čin, ki je leta 221 pr. n. št. osvojila druge države in jih združila v cesarstvu Čin. 

### Plemstvo, uradništvo in reforme
Pojav intenzivnega vojskovanja, ki je temeljilo na množičnih formacijah pehote in ne na tradicionalnih bojnih vozovih, je bil eden glavnih trendov, ki je v vseh večjih državah privedel do oblikovanja močne centralne birokracije. Hkrati se je proces sekundarnega fevdalizma, ki je prežel obdobje pomladi in jeseni in privedel do delitev Džina in uzurpacijo Čija s strani klana Tian, z istim procesom birokratizacije sčasoma obrnil. 
Vojskovanja v obdobju vojskujočih se držav so od držav zahtevala uvedbo upravnih reform. Vej jih je sprejel leta 445 pr. n. št., Džao leta 403 pr. n. št., Ču leta 390 pr. n. št., Han leta 355 pr. n. št., Či leta 357 pr. n. št. in Čin leta 350 pr. n. št. Oblast se je centralizirala, zajezila moč zemljiških aristokratov in sinekur ter ustvarila nove hierarhije, ki so temeljile na zaslugah v službi države. V hierarhije so se vključevali tudi pripadniki nižjih družbenih razredov. Ustvarjeni so bili sistemi revizij in poročanj ter fiksnih plač uradnikov.
Reforme Šang Janga v Činu in Vu Čija v Čuju so bile osredotočene na povečano centralizacijo, zatiranje plemstva in močno povečane pristojnosti vlade. Temeljile so na legalističnih idealih, kar je bilo v tistem obdobju potrebno za mobilizacijo velikih vojsk.

### Dodelana aritmetika
V zbirki bambusni letvic Univerze Tsinghua je 21 letvic iz leta 305 pr. n. št., na katerih je najstarejša znana tabela množenja števil z osnovo deset na svetu. V tabeli so zmnožki celih števil od 1 do 9, desetic od  10 do 100 in števila ½.
Kitajski desetiški številski sistem iz obdobja vojskujočih se držav je poznal negativna in pozitivna cela števila, ulomke in prazno mesto za vrednost nič.

## Gospodarski razvoj
V obdobju vojskujočih se držav se je na Kitajskem razširila proizvodnja železa, ki je zamenjala bron kot prevladujočo kovino za izdelavo orožja. V kitajsko kulturno sfero sta bili vključeni kraljestvi Šu (današnji Sečuan) in Jue (današnji Džedžjang). Pomembno je postalo tudi trgovanje in nekaj trgovcev je dobilo precejšnjo politično moč. Med njimi je bil najvidnejši Li Buvej, ki se je povzpel do položaja kanclerja Čina. 
Povečani prihodki konsolidiranih birokratskih držav so skupaj z logističnimi potrebami velikih vojsk in obsežnih vojn pripeljali do velikih gospodarskih projektov, kot so obsežna vodna dela. Mednje sta spadala  namakalni sistem Dudžjangjan na reki Min v Sečuanu, ki je spremenil nekdanjo zaledno regijo v glavno logistično bazo Čina, in kanal Džengguo, ki je namakal velik del obdelovalne zemlje v nižini Guandžong v Činu. 
Guandzi velja za eno od temeljnih besedil razvijajoče se politične ekonomije v obdobju vojskujočih držav. Obravnava načela regulacije cen v kontekstu učinkovitega ravnanja z dobrinami, ki so lahko "lahke", se pravi nepomembne in poceni, ali "težke", se pravi bistveno pomembne in drage, in kako je treba razumeti, ali je dobrina "lahka" ali "težka" v povezavi z drugimi dobrinami.